# 潍坊象
潍坊象是一種已滅絕的象，通常被歸入猛犸象属，但也有觀點將之視為其他屬的成員。化石最早在1979年于中國山东省潍坊市被发现，年代相當於更新世千葉期。

## 发现
1979年3月，山东省昌潍地区遭遇春旱，潍县望留公社（今潍坊市潍城区望留街道）武家村西约400米路北处的一处机井水位下降，武家村大队的社员们决定将井底下挖从而将抽水机落低以便灌溉麦田。当人们在井底往下挖了约3米深时，发现了疑似动物骨骼的化石。武家村北有大汶口文化遗址，时任潍县图书馆文物干部杨传德时常到该村调查和宣传。杨传德辗转获知了当地发现化石的事情，随后立即赶到现场，考察确认后逐级进行上报。中国科学院古脊椎动物与古人类研究所获知该事后，委派金昌柱和技工孙文书前往潍县主持化石清理发掘，地方上则由杨传德和昌潍地区艺术馆文物组孙敬明协助。
金昌柱等人通过对村民发现的古生物化石进行初步判断，认为属于大象化石，并向古脊椎所汇报，后在该所专家指导完成挖掘。金昌柱和孙文书两人居住在武家村村民家中，发掘出的标本则放置在村西的大队部院子里。发掘工作用时近1个月，发现了近乎完整的头骨、左右门齿、下颌骨、胸椎一节、残破肋骨、肩胛骨、肱骨、髋骨、股骨等。

## 研究
出土的化石後來由文化站协调军队车辆运往北京的中科院古脊椎所。金昌柱認為這批大象化石屬於原齒象屬（Archidiskodon）的新物種，於1983年在古脊椎所的期刊《古脊椎动物与古人类》發表其研究結果，并命名为“潍坊象”（Archidiskodon weifangensis）。隨著許多後來的古生物學家視原齒象屬為猛犸象属的同物異名，如今潍坊象通常被歸為猛犸象属的成員。但仍有古生物學家認為原齒象屬與猛犸象属不同，亦即潍坊象應維持最初的學名組合，也有觀點認為其應屬於古菱齒象屬。

## 展出
1980年代初，武家村所在的县级潍坊市（今潍坊市潍城区）希望将化石运回潍坊展览。杨传德、孙敬明数次被派到北京协商，中国科学院方面最终同意运回。1986年6月，潍坊象化石被运回潍坊市博物馆，存放在城隍庙南殿文物库房中保管。其后近四十年，潍坊象化石的修复还原工作并未及时开展。2023年，潍坊翻建东风桥，桥上新立四座以潍坊象为创作原型的石象雕塑，该组雕塑由山东省工艺美术师赵益民设计，分别以老潍县四座城门命名为安定象、迎恩象、朝阳象、望海象。2023年的11月28日，潍坊市博物馆举行“山东潍县中更新世晚期潍坊象化石复原学术研讨会”，讨论对潍坊象化石资源的保护、研究和开发利用。
2024年12月28日，“盛世吉祥——潍坊象化石展”在潍坊市博物馆腾云阁展厅正式开放，是潍坊象化石出土后的首次展览。一具根据化石中最大臼齿复原的潍坊象模型陈列在展厅中央，该模型肩高4.83米，体长8.5米，体宽2.2米，门齿长3.7米。展览共展出64件古生物化石，并通过化石实物、复原模型、考古现场、多媒体展台等形式展示了潍坊象的体型结构、生活习惯和生存环境等信息。

## 化石

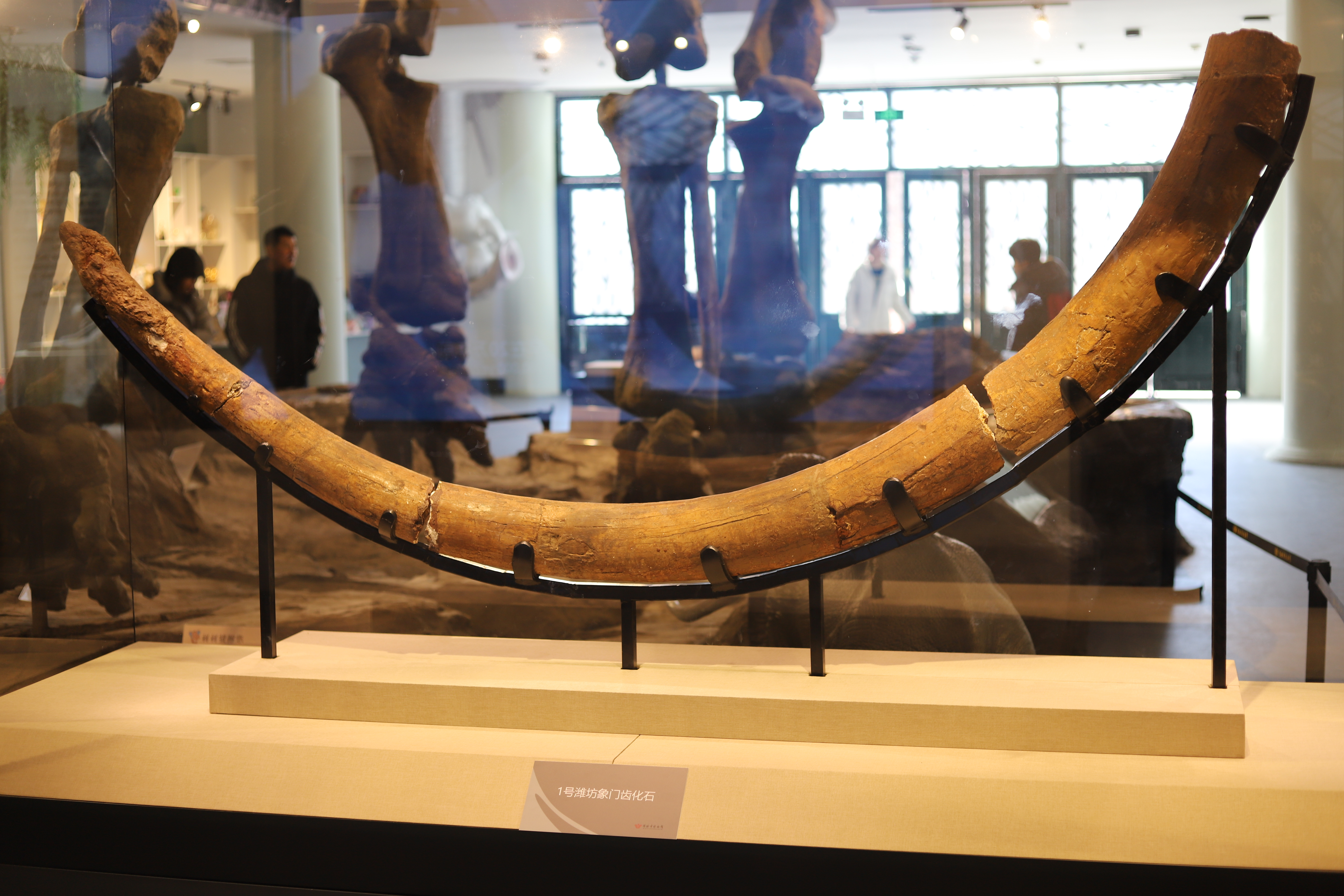
象牙化石
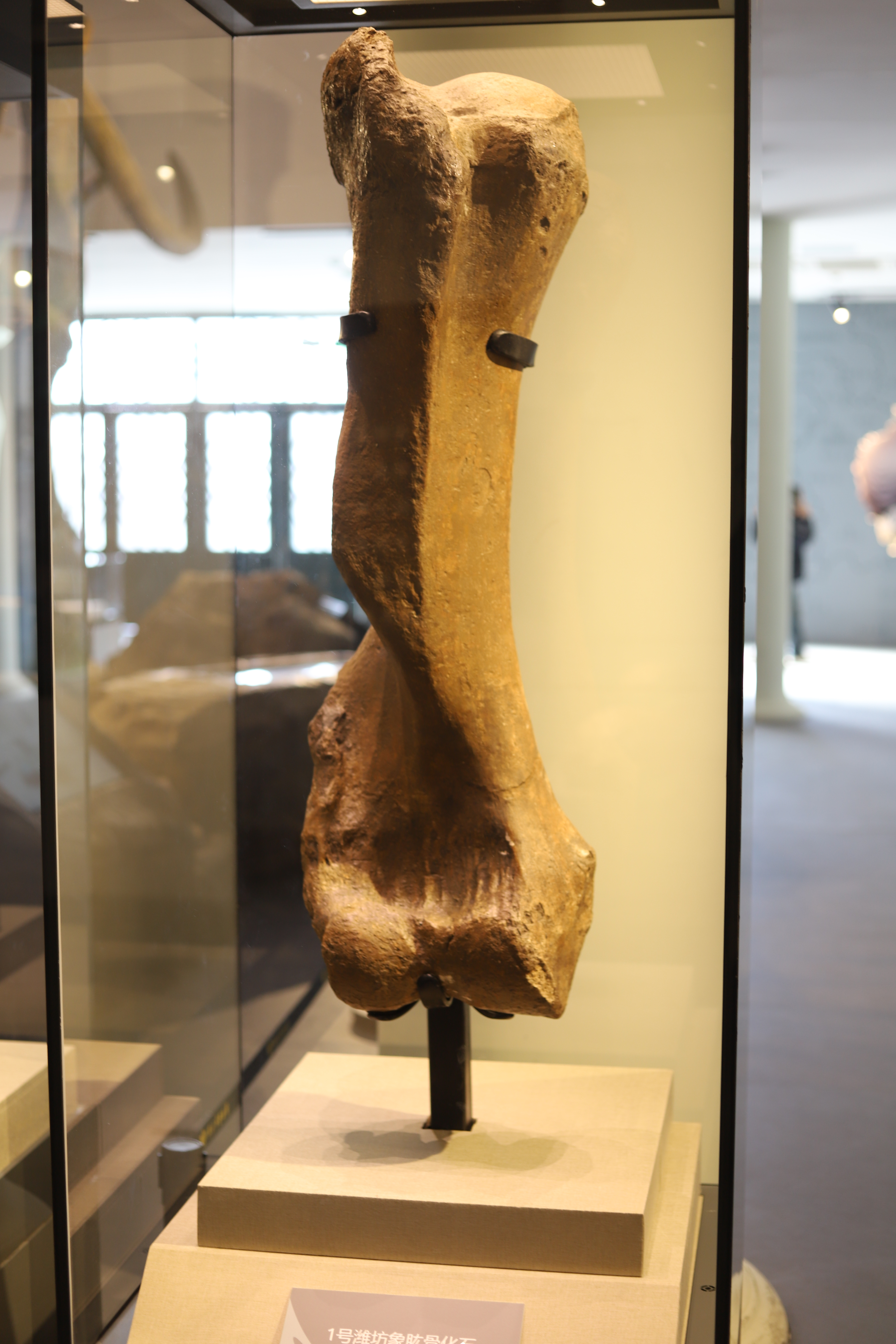
肱骨化石
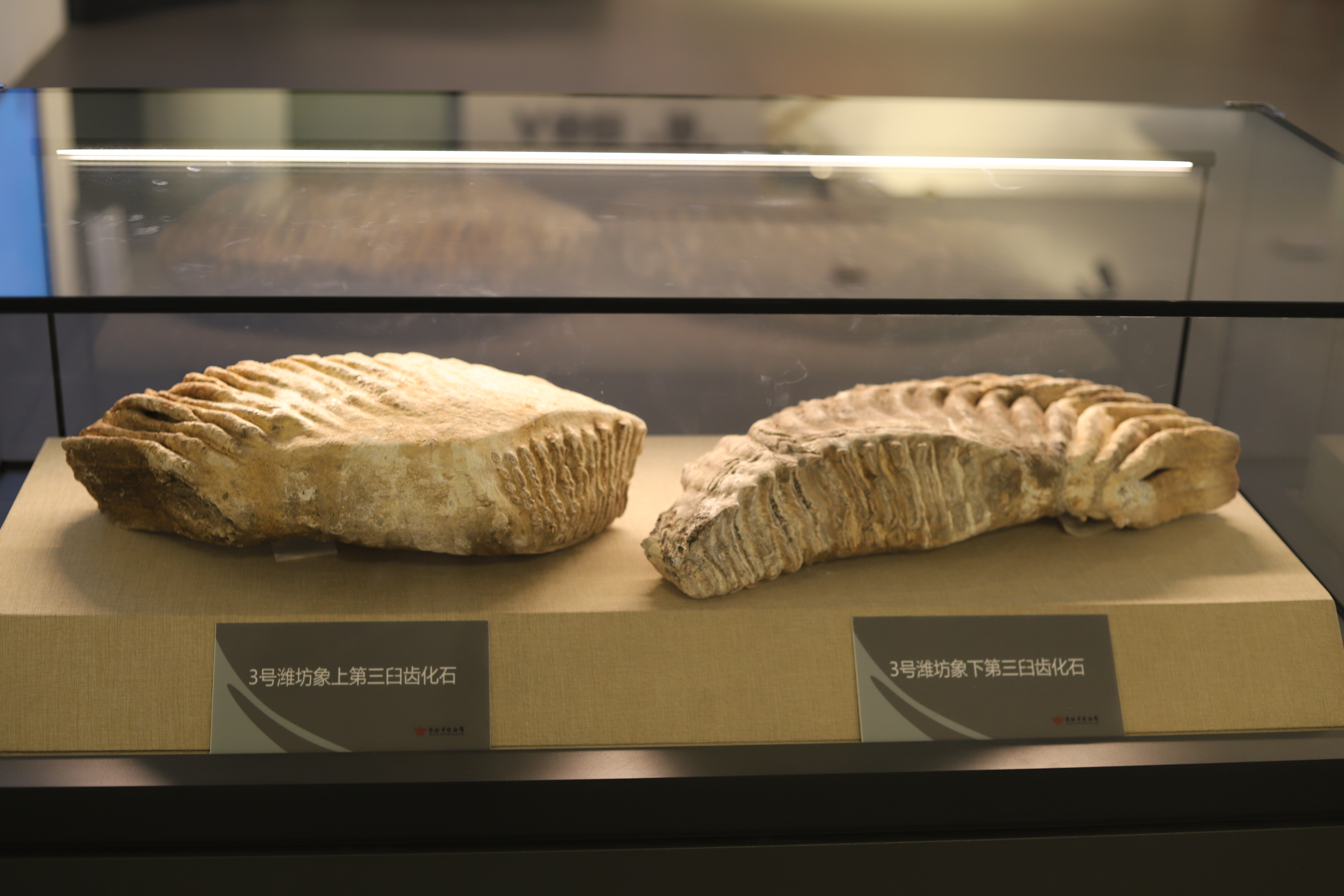
第三臼齿化石
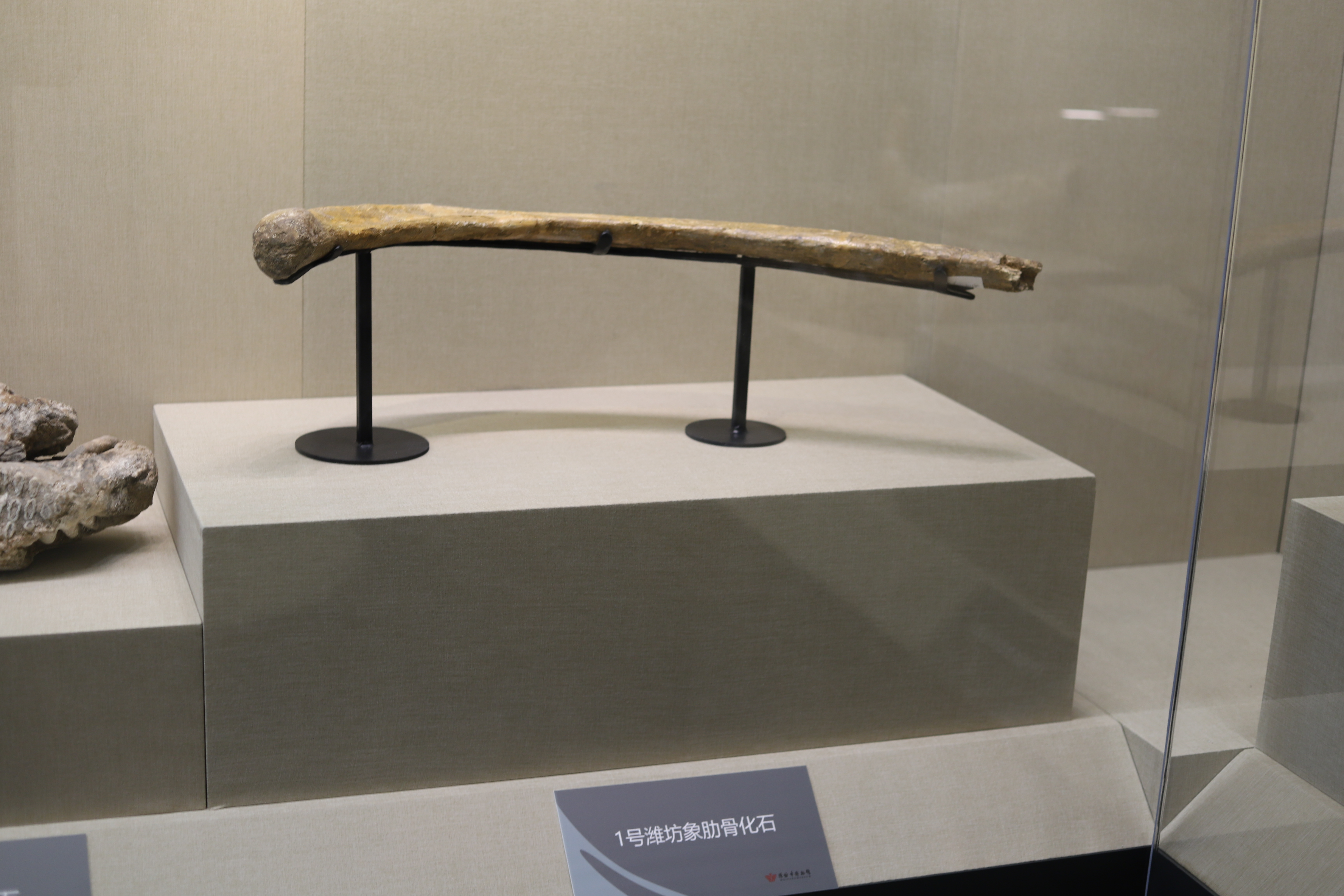
肋骨化石
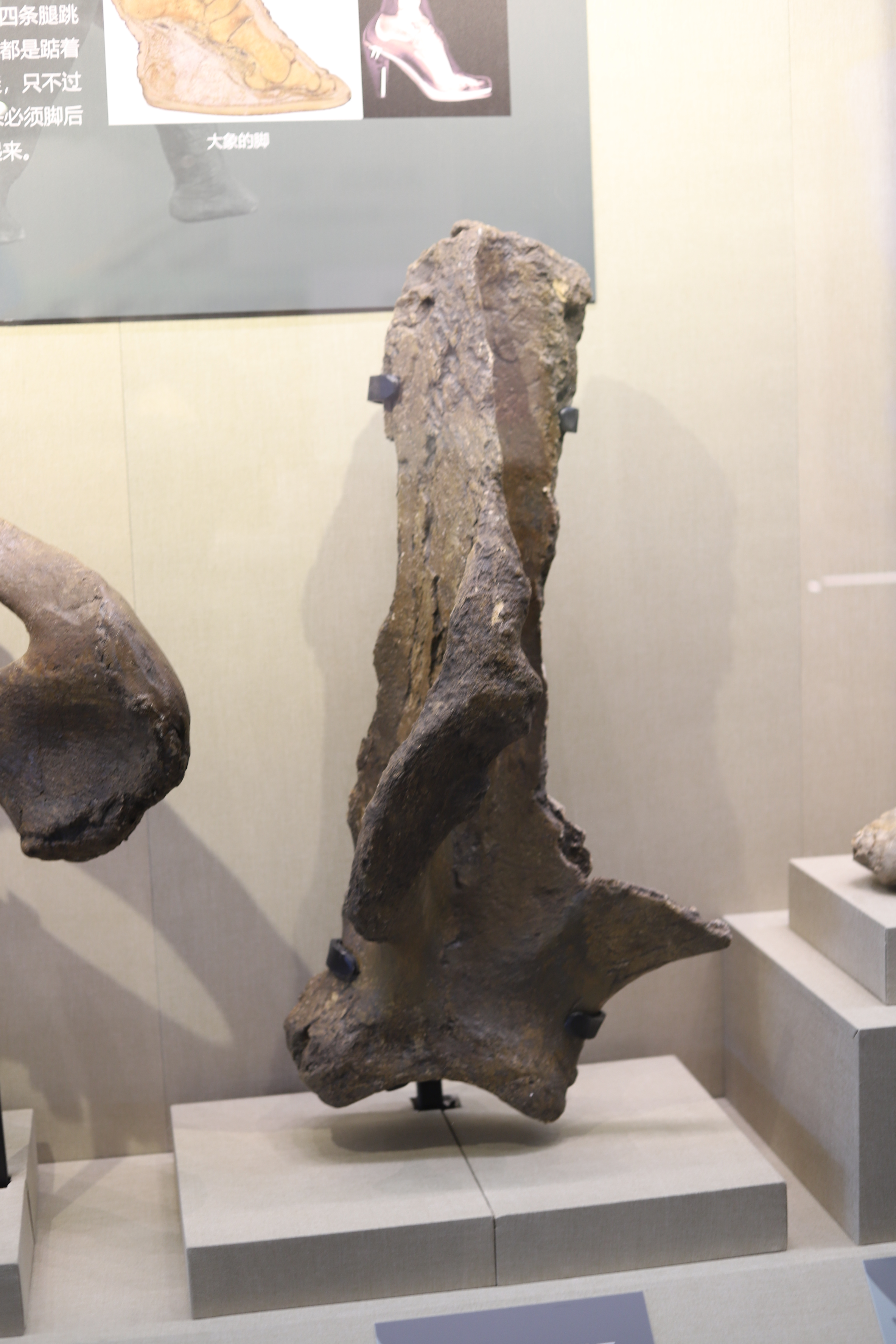
肩胛骨化石
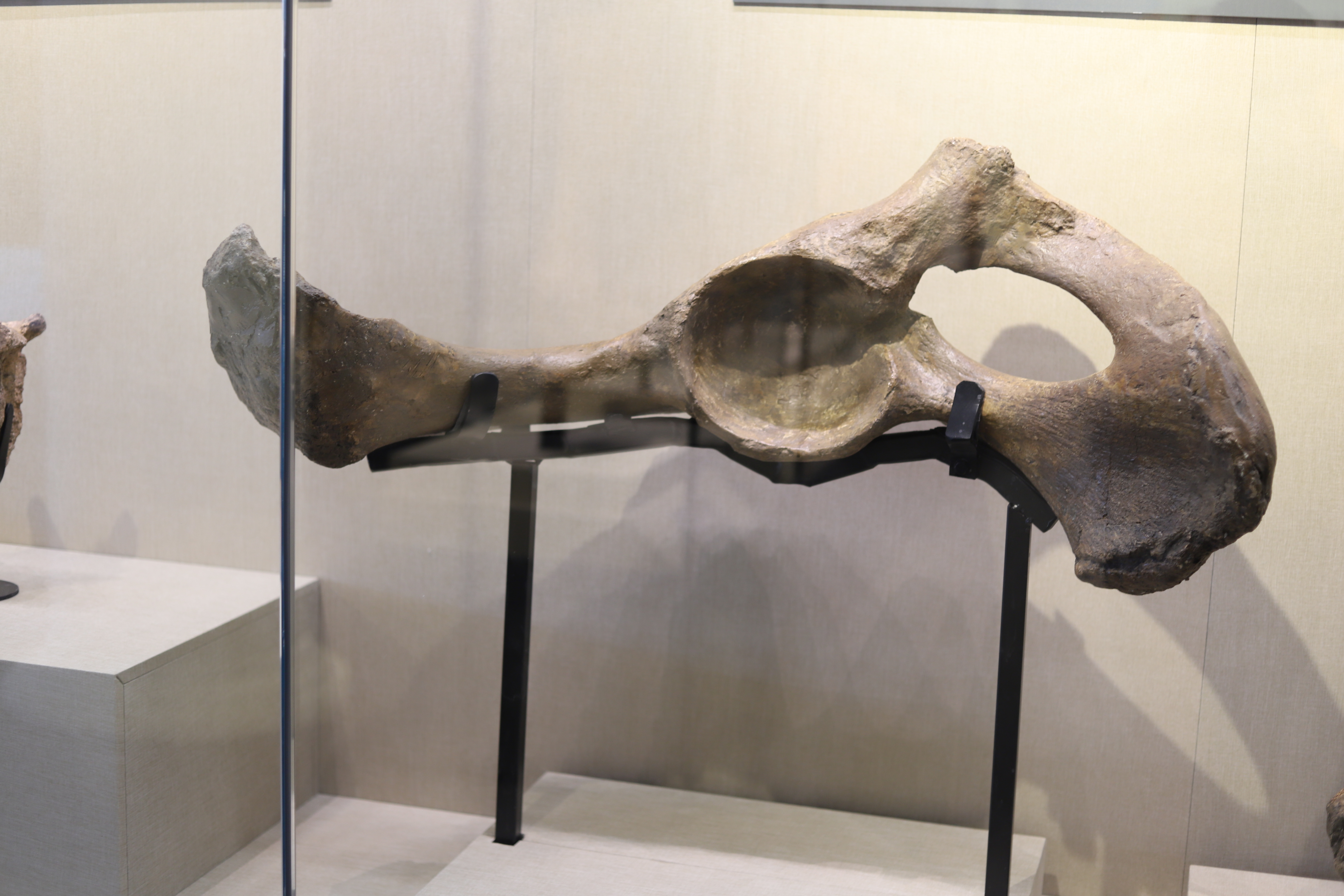
髂骨化石

## 备注
1. ↑  一说杨传德时任潍县文化馆文物干部[1]